# Taeniidae
Taeniidae zijn de familie van de zogenaamde "echte lintwormen". Dit zijn twee geslachten waarin de lintwormsoorten verenigd zijn die op mensen en (landbouwhuis-)dieren parasiteren. Ze behoren tot de grote stam van parasitaire platwormen.

## Taxonomisch overzicht
- Geslacht Echinococcus (10 soorten waaronder de vossenlintworm)
- Geslacht Taenia (meer dan 20 soorten, waaronder de runderlintworm)